# Park Narodowy El Cimatario
Park Narodowy El Cimatario (hiszp. Parque nacional El Cimatario) – park narodowy w Meksyku, w stanie Querétaro. Został utworzony 21 lipca 1982 roku i zajmuje obszar 24,48 km². 

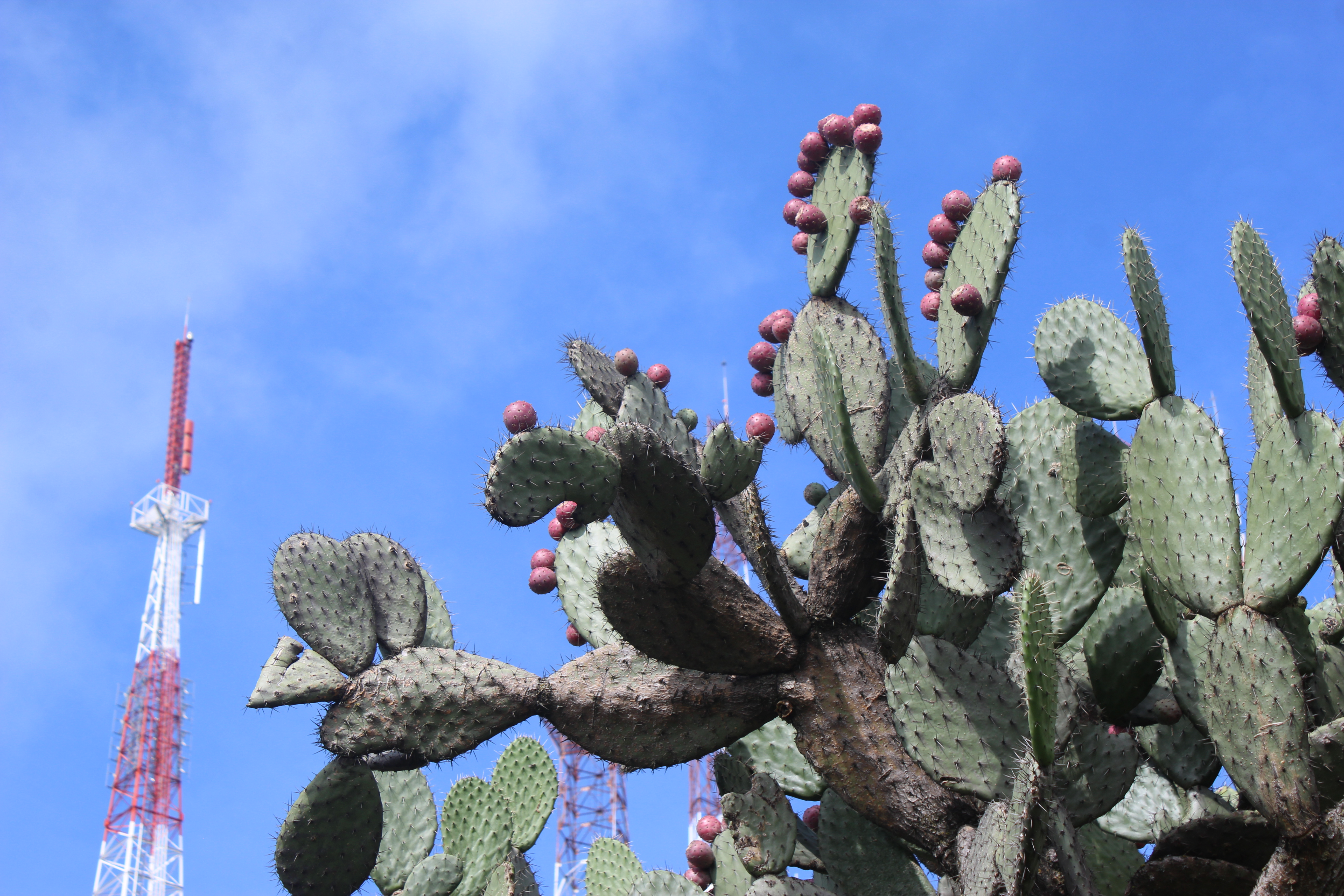

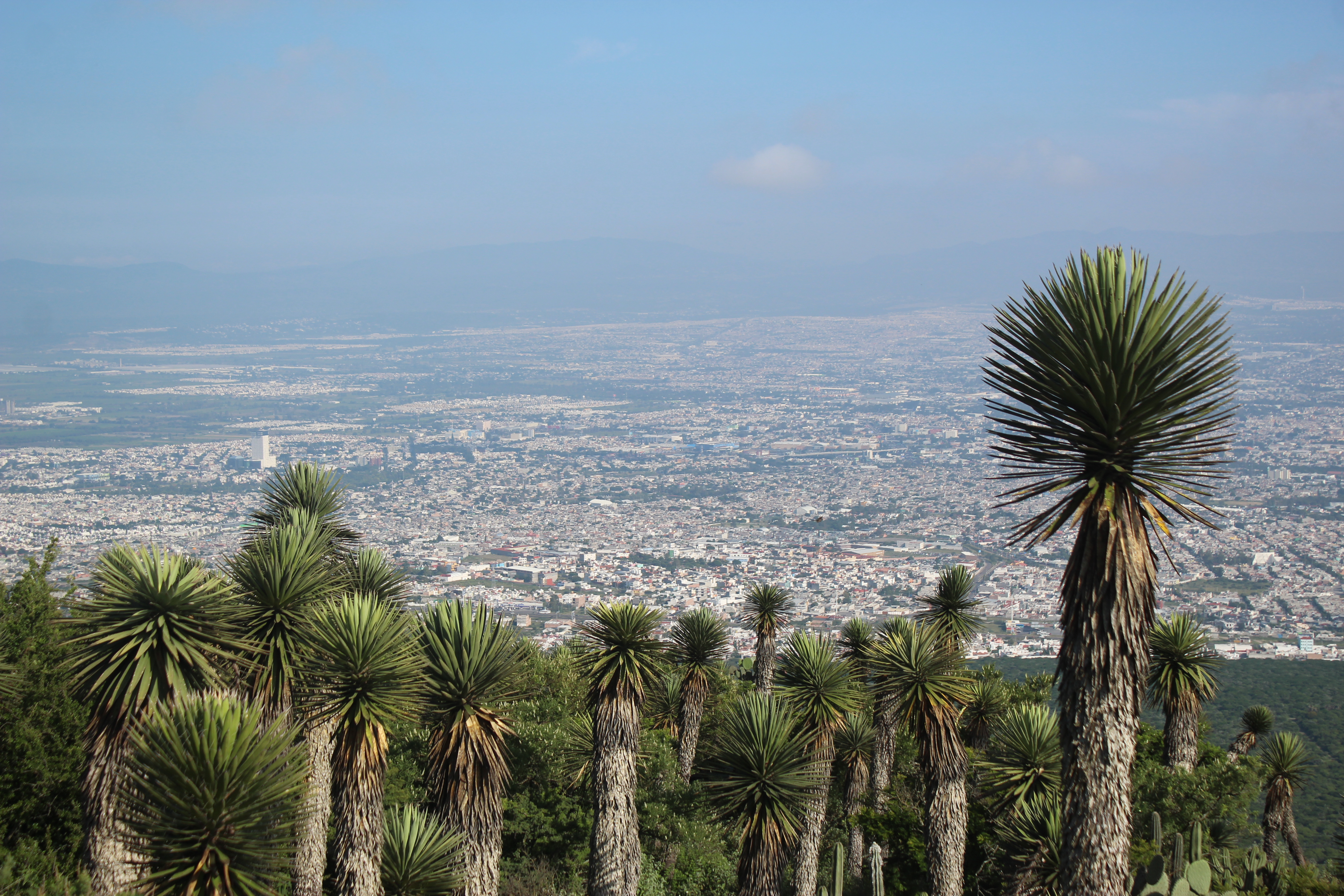
Widok z parku na miasto Santiago de Querétaro

## Opis
Park obejmuje półpustynny obszar w środkowym Meksyku, którego centralnym punktem jest wygasły wulkan Cerro El Cimatario (2540 m lub 2350 m n.p.m. w zależności od źródła). Inne szczyty to m.in.: Cerro Santa Teresa (2400 m) i Cerro Grande (2220 m). Teren parku charakteryzuje się łagodnymi wzgórzami i skalistymi urwiskami. Znajduje się na południowy wschód od miasta Santiago de Querétaro.

## Szata roślinna
Prawie cały obszar parku pokrywa roślinność półpustynna oraz w niewielkim stopniu niski las liściasty. Rosną tu narażony na wyginięcie (VU) cedrzyk wonny, a także m.in.: Bursera fagaroides, Zanthoxylum fagara, Lysiloma microphylla, Celtis pallida, akacja Farnesa, jadłoszyn baziowaty, Myrtillocactus geometrizans, Yucca filifera, Opuntia streptacantha, Opuntia tomentosa, Opuntia pubescens, cynia peruwiańska, Loeselia mexicana, Mentzelia hispida, Ipomoea murucoides, Tigridia vanhouttei, Vachellia schaffneri i  Tillandsia recurvata.

## Fauna
Ssaki żyjące w parku to zagrożony wyginięciem (EN) myszak pacyficzny, narażone na wyginięcie (VU) zając białoboki i skunksik plamisty, a także m.in.: dydelf wirginijski, szopik pręgoogonowy, królak florydzki, paskosuseł meksykański, susłouch skalny, kojot preriowy, urocjon wirginijski, szop pracz, łasica długoogonowa, borsucznik amerykański, skunks ogoniasty, skunksowiec białogrzbiety, puma płowa, ryś rudy i mulak białoogonowy.
Ptaki tu występujące to m.in.: myszołów preriowy, sępnik różowogłowy, karakara czubata, wireonek mały, żarek rubinowy, lasówka pstra, lasówka białowąsa, lasówka zielonkawa, przedrzeźniacz północny, przedrzeźniacz krzywodzioby, atłasowiec czarny, dzięciur złotoczelny, kacyk maskowy i szmaragdzik fioletowy.
Płazy i gady żyjące w parku to m.in.: Sceloporus spinosus, Sceloporus torquatus, Aspidoscelis gularis, grzechotnik górski, Crotalus aquilus, żółw ozdobny, Pituophis deppei, Trimorphodon tau, Micrurus tener, Kinosternon integrum, Senticolis triaspis, łopatonóg meksykański, Dryophytes eximius i Eleutherodactylus verrucipes.